# 高登-湯普森不等式
在物理學和數學上，高登─湯普森不等式（Golden–Thompson inequality）是一個由Golden (1965)和Thompson (1965)二氏所證明的不等式，該不等式的定義如下：
若{\displaystyle A}和{\displaystyle B}是埃尔米特矩阵，則以下不等式成立：
{\displaystyle \operatorname {tr} \,e^{A+B}\leq \operatorname {tr} \left(e^{A}e^{B}\right)}
其中{\displaystyle \operatorname {tr} \,X}指的是矩陣的跡，而{\displaystyle e^{X}}則是矩阵指数。此不等式在统计力学上相當重要，而此不等式一開始也是由此而生的。
貝多蘭‧康斯坦多（Bertram Kostant）在1973年利用康斯坦多凸性定理（Kostant convexity theorem）將此不等式推廣到所有的緊緻李群（compact Lie group）之上。

## 外部連結
- Tao, T., , 2010  [2013-12-14], （原始内容存档于2013-12-18）(裡面有附上定理的證明)